# Порту-Шавьер
Порту-Шавьер (порт. Porto Xavier)  —  муниципалитет в Бразилии, входит в штат Риу-Гранди-ду-Сул. Составная часть мезорегиона Северо-запад штата Риу-Гранди-ду-Сул. Входит в экономико-статистический  микрорегион Серру-Ларгу. Население составляет 11 379 человек на 2006 год. Занимает площадь 280,511 км². Плотность населения — 40,6 чел./км².
Праздник города —  15 мая.

## История
Город основан 1 июня 1966 года. 

## Статистика
- Валовой внутренний продукт на 2003 составляет 66.954.399,00 реалов (данные: Бразильский институт географии и статистики).
- Валовой внутренний продукт на душу населения на 2003 составляет 5.929,37 реалов (данные: Бразильский институт географии и статистики).
- Индекс развития человеческого потенциала на 2000 составляет 0,762 (данные: Программа развития ООН).

## География
Климат местности: субтропический гумидный.